# Crispiano
Crispiano es una localidad y comune italiana de la provincia de Tarento, región de Apulia, con 13.594 habitantes.

## Evolución demográfica
| Gráfica de evolución demográfica de Crispiano entre 1861 y 2001 |
|                                                                 |
| Fuente ISTAT - elaboración gráfica de Wikipedia                 |